# 틀락스칼라숲쥐
틀락스칼라숲쥐(Peromyscus levipes)는 비단털쥐과에 속하는 설치류의 일종이다. 멕시코에서만 발견된다.

## 특징
틀락스칼라숲쥐는 전형적인 쥐 겉모습과 유사하고, 일부는 유전자 분석을 통해서만 구별할 수 있는 덤불쥐 종군의 다른 종과 아주 흡사하다. 몸 대부분은 거무스름한 털과 함께 황갈색 또는 담황색 털이 덮여 있고 하체는 흰색 또는 크림색-흰색이다. 눈과 가끔 주둥이 둘레에 둥글게 짙은 털이 나 있으며, 등 가운데를 따라서 희미하고 거무스레한 선이 아래로 이어진다. 다 자라면 전체 몸길이가 18~22cm이고 절반 이상이 꼬리로 이루러져 있으며, 몸무게는 20~30g 정도이다.

## 분포 및 서식지
틀락스칼라숲쥐는 멕시코의 토착종으로 북쪽 누에보레온주부터 남쪽 푸에블라주까지 시에라 마드레 오리엔탈 산맥에서 발견된다. 참나무와 소나무, 향나무 또는 운무림 속의 풍나무 등이 주로 자라는 숲 속의 절벽과 지류와 같은 암반 지대에서 서식한다.

## 아종
2종의 아종이 알려져 있다.
- P. l. levipes - 대부분의 분포 지역
- P. l. ambiguus - 누에보레온 주와 타마울리파스 주 서부 지역

## 생태
틀락스칼라숲쥐는 초식동물이며, 보통 나무가 주로 자라는 곳에서 발견되며 일반적인 개체밀도는 헥타르 당 16~41마리이다. 포식자로는 원숭이올빼미와 반점올빼미가 알려져 있다. 특별한 계절에 관계없이 일년에 두세번 번식을 하는 것으로 추정된다.